# San Pedro de Bolpebra
San Pedro de Bolpebra, también llamado simplemente Bolpebra, es una localidad amazónica y fronteriza de Bolivia, ubicado en la provincia Nicolás Suárez del departamento de Pando. Bolpebra se encuentra situado a 110 km de la ciudad de Cobija.
Geográficamente, Bolpebra se encuentra al extremo noroeste del país, a orillas del río Acre en el punto tripartito Bolivia-Brasil-Perú, recibiendo este nombre de la conjugación de las primeras letras de los nombres de los tres países. Tiene una superficie de 12 hectáreas y una población que ronda los 132 habitantes. Según el último censo oficial realizado por el Instituto Nacional de Estadística de Bolivia (INE) en 2012, el municipio cuenta con una población de 2.173 habitantes y está situado a una altitud promedio de 280 metros sobre el nivel del mar. El municipio posee una extensión superficial de 2.485 km², pero una población 2.173 habitantes, dando resultando a una densidad de población de 0,8 hab/km² (habitante por kilómetro cuadrado).

## Historia
En febrero de 2024, el municipio de Bolpebra sufrió la inundación del río Acre debido a lluvias torrenciales, lo que dejó aislada a la comunidad de San Miguel de Machineri.

## Transporte
San Pedro de Bolpebra se encuentra a dos kilómetros al este de la localidad peruana de Iñapari, a la que está conectado por un camino rural sin asfaltar. La distancia desde Cobija, la capital del departamento, es de 119 km. Desde Cobija, la Ruta 13 pasa por Porvenir, Puerto Rico y Sena hasta El Triángulo, donde se conecta con el resto de la red vial nacional de Bolivia. A unos 9 km de Cobija, un camino de tierra se bifurca hacia el oeste de la Ruta 13, que luego de 110 km por la densa selva en la provincia de Nicolás Suárez llega a San Pedro de Bolpebra.

## Demografía
De acuerdo con el censo boliviano de 2024, la población del municipio de San Pedro de Bolpebra es de 2 390 habitantes.
La población del municipio aumentó más del doble entre 1992 y 2024:
| Año  | Habitantes (municipio) | Habitantes (localidad) | Fuente                  |
| ---- | ---------------------- | ---------------------- | ----------------------- |
| 1992 | 1 129                  | -                      | Censo boliviano de 1992 |
| 2001 | 1 194                  | 111                    | Censo boliviano de 2001 |
| 2012 | 2 173                  | 132                    | Censo boliviano de 2012 |
| 2024 | 2 390                  |                        | Censo boliviano de 2024 |